# 石田大起
石田大起（いしだ　だいき、1976年9月8日 - ）は、近鉄ライナーズに所属した元ラグビー選手。

## プロフィール
- 愛知県出身。
- ポジションはプロップ(PR)。
- 身長 173cm、体重 95kg
- ニックネームは「だいし」。

## 経歴
西陵商業高校1年からラグビーを始める。
明治大学へ進学、1998年度関東大学対抗戦優勝、全国大学選手権準優勝。卒業後、近鉄ライナーズに所属。
2008－2009シーズンで10年目のベテラン。ここ数年殆どの試合でスタメン、フル出場。近鉄の強力フォワードを最前列で支えた。2010年現役を引退した。